# Wisneiby Machado
Wisneiby Machado (22 de octubre de 1993) es una deportista venezolana que compite en judo. Ganó una medalla de bronce en el Campeonato Panamericano de Judo de 2010 en la categoría de –52 kg.

## Palmarés internacional
| Campeonato Panamericano | Campeonato Panamericano    | Campeonato Panamericano | Campeonato Panamericano |
| Año                     | Lugar                      | Medalla                 | Categoría               |
| ----------------------- | -------------------------- | ----------------------- | ----------------------- |
| 2010                    | San Salvador (El Salvador) | Medalla de bronce       | –52 kg                  |